# Martin Faßbender
Pour les articles homonymes, voir Fassbender.
Martin Fassbender (né le 24 mars 1856 à Steinenbrück et mort le 29 décembre 1943) est un avocat allemand de l'agriculture, professeur de coopératives, publiciste catholique et membre du Zentrum.

## Formation
Faßbender étudie au lycée de Coblence et commence ses études en tant que candidat sacerdotal. Il étudie ensuite la philosophie, l'économie et l'agriculture à Bonn, puis fait son doctorat à Leipzig. En conséquence, il fait de nombreux voyages à travers l'Allemagne et l'Autriche.
En 1880, il rejoint le système coopératif et est employé par Frédéric-Guillaume Raiffeisen. Il vit dans la maison de la famille Raiffeisen et prévoit d'épouser la fille aînée Amalie. Cela est interdit par son père et on peut supposer qu'il met donc officiellement fin à l'emploi après deux ans d'un commun accord. Cependant, il y a des divergences irréductibles avec Raiffeisen quant à l'orientation future des coopératives. Alors que Faßbender veut le diriger selon des principes entrepreneuriaux, Friedrich Wilhelm Raiffeisen prévoit à cette époque de le continuer en tant qu'organisation caritative chrétienne ou même en tant que confrérie.

## Organisations agricoles et coopératives
Plus tard, Faßbender est secrétaire général de l'Association des agriculteurs de Westphalie (de), puis deuxième directeur du fonds central de prêt AG Landwirtschaftliche pour l'Allemagne. Dans les années suivantes, Fassbender est le directeur de l'association de l'association des coopératives rurales de la province de Rhénanie.

## Professeur d'université
À partir de 1899, Faßbender est professeur à l'académie agricole de Bonn-Poppelsdorf. De 1899 à 1901, il est membre du comité de la Zentralgenossenschaftskasse. Entre 1906 et 1915, il est professeur d'études commerciales et coopératives à l'Université agricole de Berlin. Il est également membre du conseil consultatif du Bureau central pour le bien-être du peuple.

## Journaliste
Faßbender est l'auteur de diverses monographies et de nombreux articles sur la politique agricole, la société coopérative, le bien-être rural et des sujets similaires. Il est cofondateur et coéditeur du magazine de politique démographique Das kommende Geschlecht. À partir de 1904, Faßbender écrit pour le quotidien Der Tag principalement sur des sujets d'actualité du catholicisme. Un article de 1907 dans Corrispondenza Romana, proche de l'intégralisme catholique, suscite des critiques dans une partie du public. Il écrit également pour les revues catholiques Hochland (de) et Allgemeine Rundschau. Il est également impliqué dans des associations catholiques et est président de l'Association Caritas à Berlin.

## Mandats politiques
Politiquement, Faßbender appartient au Zentrum. Entre 1907 et 1918, il est député du Reichstag en tant que représentant de la 3e circonscription de Cologne (Bergheim-Euskirchen). De 1903 à 1918, Faßbender est membre de la Chambre des représentants de Prusse Il est ensuite de 1919 à 1921 membre de l'Assemblée constituante de l'État prussien, puis jusqu'en 1932 membre du Landtag de l'État libre de Prusse

## Travaux
- Erziehungsfragen der Anstaltsernährung, Berlin, F. Vahlen, 1930
- Vom Strandgut des Lebens und seiner Bergung : Gedanken über religiöses Gemeinschaftsleben für gestrandete Menschen, wirtschaftliche Fürsorge, erzieherische Maßnahmen, Leutesdorf am Rhein, Verlag des Johannesbundes, 1929 (2. erweiterte Auflage)
- Ernährungskunst als Lebenskunst im Sinne von Ethik u. Hygiene : Gedanken, Erfahrungen, Ratschläge, Stuttgart, Hippokrates-Verlag, 1928 (2. erweiterte Auflage)
- Wissen-Wollen-Können in der wirtschaftlichen Anstaltsverwaltung : Ziel und Eigenart des Wirtschaftsbundes gemeinnützigen Wohlfahrtseinrichtgen Deutschlands einer G.m.b.H, Berlin, F. Vahlen, 1928
- Ernährungskunst als Lebenskunst im Sinne von Ethik u. Hygiene : Gedanken, Erfahrungen und Ratschläge, Stuttgart, Hippokrates-Verlag, 1927
- Abiturium? : Gedanken über die Entbehrlichkeit einer Reifeprüfung an höheren Lehranstalten, Radeburg bei Dresden, Dr. Madaus & Co., 1926
- mit Reinhold Seeberg und Wilhelm Kahl (de): Der Weg zur Volksgesundung : Reichstagskundgebung der Arbeitsgemeinschaft für Volksgesundung am 2. Mai 1926, Berlin, Arbeitsgemeinschaft für Volksgesundung, 1926
- Hochschul-Lehrstühle für Homöetherapie, Leipzig, Dr. W. Schwabe, 1926
- Jugendrecht, Jugendschutz und Jugendwohlfahrt in der deutschen Gesetzgebung, Berlin, Dümmler, 1925
- Katholischer Salutismus? : Gedanken über Ausgestaltung des Laienapostolates, Leutesdorf am Rhein, Verlag des Johannesbundes, 1924
- Wollen, eine königliche Kunst : Gedanken über Ziel und Methode der Willensbildung und Selbsterziehung, Freiburg im Breisgau, Herder & Co., 1916-1923, (8-12 Tausend Stück, mehrere Auflagen)
- Revolution und Kultur : ein Aufruf zum Kampfe für die christlichen Lebensideale, Berlin, Germania, 1919
- Westdeutschland- los von Preussen? : Allgemeine Betrachtung ; Umschau – Rückschau – Ausschau, Berlin, Germania, 1919
- Krieg und Lebensreform, München-Gladbach, Sekretariat Sozialer Studentenarbeit, um 1915
- So sollt ihr leben in der Kriegszeit! : Ein Wort über zeitgemässe Volksernährung, Freiburg im Breisgau, Herder & Co., 1915
- Laienapostolat und Volkspflege auf Grundlage der christlichen Charitas, Freiburg im Breisgau, Charitasverband für das katholische Deutschland, 1906
- F. W. Raiffeisen in seinem Leben, Denken und Wirken, Berlin, 1902
- Die Bauernvereine und die Lage der Landwirtschaft, Paderborn, 1888
- Die Rettung des Bauernstandes aus den Händen des Wuchers, Münster, 1886